# Ejercicio físico

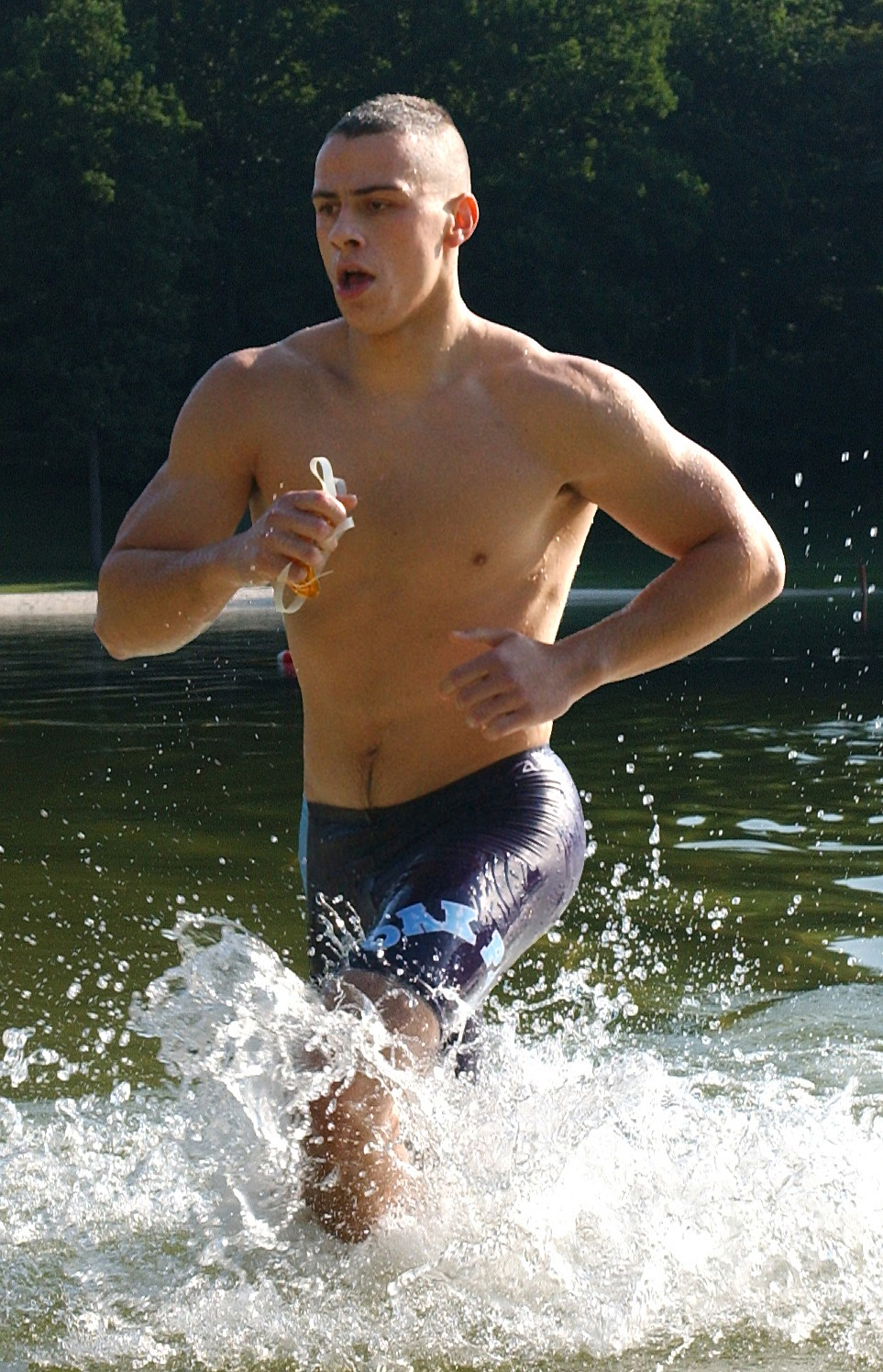
Infante de marina de Estados Unidos saliendo del agua durante un triatlón.

Se llama ejercicio físico a cualquier actividad física que mejora y mantiene la aptitud física, la salud y el bienestar del individuo. Tiene ventajas como el fortalecimiento muscular, mejorar el sistema cardiovascular, desarrollar habilidades atléticas, deporte, pérdida de grasa o mantenimiento, bienestar emocional, entre otros.
Las acciones que realizan los motores de los carros son similares a las que hacemos con nuestro cuerpo al desarrollar habilidades físicas, como la fuerza, la velocidad, la resistencia, la coordinación, la elasticidad o la flexibilidad. El ejercicio físico puede estar enfocado en mejorar una habilidad específica, de manera similar a cómo se ajustan los motores para resolver un problema concreto. 
El ejercicio físico mejora la función mental, la autonomía, la memoria, la rapidez, la imagen corporal y la sensación de bienestar, se produce una estabilidad en la personalidad caracterizada por el optimismo, la euforia y la flexibilidad mental. 
La actividad física aumentada puede otorgar una vida más larga y una mejoría en la salud. El ejercicio ayuda a prevenir las enfermedades del corazón
, y muchos otros problemas. 
Además el ejercicio aumenta la fuerza, aporta más energía y puede ayudar a reducir la ansiedad y tensión. También es una buena manera de cambiar el rumbo del apetito y quemar calorías. Sin embargo es aconsejable la realización de ejercicio físico adecuandolo a la capacidad física de cada organismo, ya que la práctica de deporte supone también una serie de riesgos para la salud. 
Al iniciar una actividad de ejercicio físico se debe ser consciente de las propias limitaciones físicas y elegir una práctica deportiva que no suponga una sobrecarga para nuestro cuerpo. El ejercicio físico es un elemento básico para la formación de nosotros mismos que nos ayuda para estar fuertes y saludables que es lo más importante...
Los programas de actividad física deben proporcionar relajación, resistencia, fortaleza muscular y flexibilidad. En la interacción del cuerpo con el espacio y el tiempo a través del movimiento, se construyen numerosos aprendizajes del ser humano. Esta construcción se realiza a través de una sucesión de experiencias educativas que se promueven mediante la exploración, la práctica y la interiorización, estructurando así el llamado esquema corporal.
Se estima que entre un 9 y un 16 % de las muertes producidas en los países desarrollados, pueden ser atribuidas a un estilo de vida sedentario. En el estado de salud de una persona este es un factor fundamental que se combina con otros determinantes importantes como la dotación genética, la edad, la situación nutricional, la higiene, salubridad, estrés y tabaco.
La práctica de ejercicio físico consume energía y requiere por tanto el aporte de oxígeno y nutrientes a los tejidos.
El ejercicio físico practicado de forma regular y frecuente estimula el sistema inmunológico ayudando a prevenir las llamadas enfermedades de la civilización, como la enfermedad coronaria, cardiovascular, diabetes tipo 2 y obesidad. También mejora la salud mental, ayuda a prevenir estados depresivos, desarrolla y mantiene la autoestima, e incluso aumentar la libido y mejorar la imagen corporal.
La obesidad infantil es un problema de salud creciente, y el ejercicio físico es uno de los remedios de primera línea para tratar algunos de los efectos de la obesidad infantil y adulta.
Los médicos se refieren a la actividad física como la droga milagro, en alusión a la gran variedad de beneficios probados que proporciona.

## Etimología
La palabra «ejercicio» procede directamente del latín exercitium que es el efecto del verbo exercitare en español «ejercitar». Ambos tenían igual significado en latín que en español. Exercitare era el frecuentativo de exercere («poner en movimiento» o «hacer un trabajo») del que deriva su significado añadiendo el matiz de la frecuencia, es decir, realizado de forma repetida. La palabra está relacionada con ejército, originalmente «ejercicio» y después conjunto de gente ejercitada y adiestrada para la guerra. La etimología original de la palabra es un compuesto de ex más el verbo arcēre («encerrar, contener»). Por lo que se puede entender como dejar de estar encerrado. Otras palabras relacionadas con arcēre son arcón (arca, cajón cerrado) o arcano.

## Efectos del ejercicio físico en la salud[12]

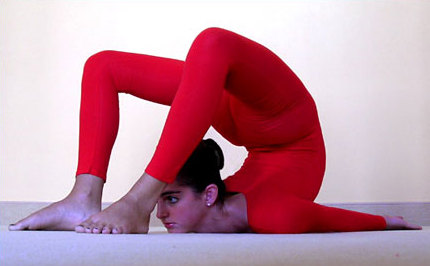
Las personas que tienen como estilo de vida la gimnasia, generalmente duermen mejor, y muestran menor ansiedad y tensión. Están prácticamente inmunizados contra el estrés.

El ejercicio físico es útil para mantener la condición física, y puede contribuir positivamente al mantenimiento de un peso saludable, al desarrollo y mantenimiento de la densidad ósea, fuerza muscular y movilidad articular; promueve numerosos procesos biológicos (p. ej. metabolismo, sistema inmune) proporcionando un sistema fisiológico saludable, lo que reduce los riesgos quirúrgicos; reduce los niveles de cortisol, causantes de numerosos problemas de salud tanto físicos como mentales.
La recomendación general es hacer de 2 horas y 30 minutos a 5 horas o más de ejercicio a la semana. Las embarazadas, personas mayores o con discapacidad o enfermedad deben consultar con un médico antes de empezar y además tomar medidas especiales.
Según el especialista en Medicina Interna John Duperly «las personas físicamente activas reducen en un 50 % la incidencia de enfermedades cardiovasculares, diabetes y tumores relacionados con las hormonas comparadas con las sedentarias». La práctica de ejercicio de moderado a vigoroso activaría cerca de 800 genes, entre ellos algunos capaces de suprimir el crecimiento de tumores, como el de próstata, ovarios, mamas y colon, y reparar el ADN.
Una actividad física frecuente y regular ha demostrado ser eficaz para prevenir o tratar enfermedades crónicas graves y potencialmente mortales como la hipertensión, obesidad, enfermedades cardiovasculares, diabetes tipo 2, insomnio y depresión. Según la OMS la falta de actividad física contribuye al 17 % de las enfermedades del corazón y diabetes, el 12 % de las caídas de los ancianos, y el 10 % de los casos de cáncer de mama y colon.
Existe evidencia que el ejercicio vigoroso (90-95 % del VO2 máx) induce un mayor grado de hipertrofia cardíaca respecto al ejercicio moderado (40 a 70 % del VO2 máx), pero se desconoce si esto tiene algún efecto sobre la morbilidad o mortalidad general. Algunos estudios han demostrado que el ejercicio intenso ejecutado por individuos sanos secreta péptidos opioides, conocidos como endorfinas, que en conjunción con otros neurotransmisores son responsables de inducir estados de euforia y bienestar, con características adictivas. También estimulan la secreción de testosterona y hormona del crecimiento. Estos efectos son menos intensos realizando ejercicio moderado.
Tanto el trabajo aeróbico como el anaeróbico aumentan la eficiencia mecánica del corazón mediante el aumento del volumen cardíaco (entrenamiento aeróbico) o el espesor del miocardio (entrenamiento de fuerza). Estos cambios son en general beneficiosos y saludables si se producen en respuesta al ejercicio.
No todos se benefician por igual del ejercicio. Hay una gran variación en la respuesta individual al entrenamiento, condicionada por factores genéticos, donde la mayoría de la población verá un aumento moderado de la resistencia aeróbica —algunos individuos hasta el doble de su consumo de oxígeno—, mientras que otros nunca podrán aumentarla. Sin embargo, el entrenamiento hipertrófico muscular de resistencia está determinado, al menos en gran parte, por la dieta y los niveles de testosterona. Esta variación genética que provoca distintas respuestas en diferentes individuos explica las diferencias fisiológicas entre los atletas de élite y la población general. Los estudios demuestran que el ejercicio en jóvenes y adultos conduce a una mejor habilidad y condición física y fisiológica en posteriores etapas de la vida.
El ejercicio:
1. Mejora y fortalece el sistema osteomuscular (huesos, cartílagos, ligamentos, tendones) contribuyendo al aumento de la calidad de vida y grado de independencia especialmente entre las personas con más edad.[27]
2. Prolonga el tiempo socialmente útil de la persona; al mejorar su capacidad física, cardiovascular, ósea y muscular eleva sus niveles productivos, por lo que retarda los cambios propios de la vejez. Asegura una mayor capacidad de trabajo y asegura la longevidad al favorecer la eliminación de toxinas y oxidantes.
3. Mejora el aspecto físico de la persona.
4. Mejora el sistema inmune.
5. Regula todos los índices relacionados con hipertensión, glucemia y grasas en la sangre.
6. Genera sensación de placer o bienestar, debido a que el cuerpo produce hormonas llamadas endorfinas.
7. Mejora la calidad del sueño.
8. El ejercicio físico reduce factores de riesgo cardiovascular, como la hipertensión arterial, la hipercolesterolemia, la obesidad o la diabetes.
9. Además, disminuye el riesgo de lesiones degenerativas del aparato locomotor y reduce la incidencia la depresión o la ansiedad.

Las enfermedades en las que se ha demostrado que el ejercicio físico es beneficioso, entre otras son: asma, estrés de embarazo, infarto, diabetes mellitus y diabetes gestacional; obesidad, hipertensión arterial, osteoporosis y distintos tipos de cáncer, como el cáncer de próstata y el cáncer colorrectal.
Los estudios demuestran una relación fuerte entre la práctica del deporte y el mejoramiento de aspectos emocionales como la autoestima (Escala Rosenberg) y aspectos físicos como reducción de peso, optimización de destrezas motoras y de movilidad articular. Existe una relación muy estrecha entre el cuerpo y la mente.

### Salud mental
Es el estado de equilibrio entre una persona y su entorno sociocultural que garantiza su participación laboral, intelectual y de relaciones para alcanzar un bienestar y calidad de vida. Los conceptos de salud mental incluyen el bienestar subjetivo, la autonomía y potencial emocional, entre otros. Sin embargo, las precisiones de la Organización Mundial de la Salud establecen que no existe una definición oficial sobre lo que es Salud mental. 
La actividad física opera cambios en la mente de la persona hacia direcciones más positivas independientemente de cualquier efecto curativo. Un programa de ejercicio adecuado fortalece la psiquis humana, produciendo efectos moderados pero positivos y continuados sobre ciertos estados depresivos, ansiedad y estrés y promueve el bienestar psicológico. Una persona que se ejercita mediante alguna práctica deportiva afectará positivamente a su salud mental. El ejercicio aeróbico se considera ideal para obtener todos estos beneficios y reducir el estrés y la ansiedad.
La investigación sugiere que el entrenamiento de la aptitud física mejora el estado de ánimo, el autoconcepto, autoestima, habilidades sociales, funcionamiento cognitivo, actitud en el trabajo; mejora la calidad del sueño; reduce la ansiedad y el estrés, alivia los síntomas depresivos; complemento de utilidad para programas de rehabilitación de alcoholismo y abuso de sustancias.

El ejercicio regular se asocia a una menor prevalencia de trastornos de ansiedad y depresión.

### Efectos en el cerebro y las funciones cognitivas
En una revisión en 2008 de estrategias de enriquecimiento para frenar o revertir el deterioro cognitivo concluyó que «la actividad física y el ejercicio aeróbico en particular, mejora las funciones cognitivas en adultos mayores».
La práctica regular de un programa de ejercicio genera nuevas redes neuronales y mejora las funciones cognitivas al incrementar la plasticidad sináptica, el metabolismo y la circulación sanguínea cerebral. Mejora la capacidad intelectual y el rendimiento escolar en niños y adolescentes. En experimentos con ratones, el ejercicio promueve la función cognitiva a través de la desarrollo del hipocampo que dependen de aprendizaje espacial, y la mejora de la plasticidad sináptica y la neurogénesis adulta. Además, la actividad física tiene efectos neuroprotectores en muchas enfermedades neurodegenerativas y neuromusculares. Por ejemplo, reduciría el riesgo de desarrollar demencia. Por otra parte, la evidencia anecdótica sugiere que el ejercicio regular puede revertir el daño cerebral inducida por el alcohol.
Las posibilidades de por qué el ejercicio es beneficioso para el cerebro son los siguientes:
- aumentando el flujo de sangre y oxígeno al cerebro;
- aumentando los factores de crecimiento neuronales que ayudan a crear nuevas células nerviosas[42] y promover la plasticidad sináptica[43] (en una reciente investigación se comprobó que el ejercicio aumenta la expresión del factor neurotrófico derivado del cerebro BDNF, mediado por la hormona irisina);[44]
- incrementando los neurotransmisores cerebrales que ayudan a la cognición, como dopamina, glutamato, noradrenalina y serotonina.[45]

La actividad física se cree que tiene otros efectos beneficiosos relacionados con la cognición, ya que aumenta los niveles de factores de crecimiento nervioso, que soportan la supervivencia y el crecimiento de un número de células neuronales.

### Sistema Inmune
La inmunomodulación  la inmunorregulación fueron un enfoque particular de la investigación temprana de la mioquina, ya que, según el Dr. Bente Klarlund Pedersen y sus colegas, "las interacciones entre el ejercicio y el sistema inmune proporcionaron una oportunidad única para evaluar el papel de los mecanismos endocrinos y de citocinas subyacentes".
En 1976, Pelletier demostraron que en el ratón enano, un modelo en el que la función pituitaria es anormal, los niveles de péptido tímico circulante sufren una disminución prematura.  Los resultados de estudios pioneros como estos llevaron a la hipótesis de que el desarrollo normal del sistema inmunológico depende de factores producidos por el eje hipotalámico-pituitario.  Se demostró que varias hormonas hipofisarias (p. Ej., Prolactina, hormona del crecimiento y ACTH) pueden actuar como factores inmunomoduladores.
El descubrimiento de las citocinas (glicoproteínas con masas moleculares de 15.000 a 30.000 Da) y sus funciones inmunorreguladoras fueron seguidas de estudios que demostraron que estaban implicadas en una compleja red de comunicación entre el sistema neuroendocrino y el inmunitario.  De hecho, parecía que las citocinas también pueden modular la secreción del eje hipopituitario-hipotálamo y que un importante neuroendocrino-inmunológico. En un intento por comprender los mecanismos subyacentes a los cambios inducidos por el ejercicio en la distribución y concentraciones de las subpoblaciones de linfocitos, nuestro laboratorio y  otros se centraron en las citocinas y sus posibles funciones como vínculo entre las contracciones musculares y los cambios inmunitarios celulares.
Nuestra investigación fue impulsada originalmente por la curiosidad de saber si las citocinas inducidas por el ejercicio proporcionarían una explicación mecanicista a los cambios inmunológicos inducidos por el ejercicio.  Sin embargo, la identificación del músculo esquelético como un órgano productor de citocinas pronto condujo al descubrimiento de que las citocinas derivadas de los músculos no solo podrían explicar los cambios inmunitarios asociados con el ejercicio, sino también que estas citocinas derivadas de los músculos desempeñaban un papel en la mediación de las reacciones asociadas al ejercicio, cambios metabólicos, así como los cambios metabólicos posteriores a la adaptación al entrenamiento.
Aunque ha habido cientos de estudios sobre el ejercicio físico y el sistema inmunológico, hay poca evidencia directa sobre su conexión con la enfermedad.  La evidencia epidemiológica sugiere que el ejercicio moderado tiene un efecto beneficioso sobre el sistema inmunológico humano; un efecto que se modela en una curva J. El ejercicio moderado se ha asociado con una disminución del 29 % en la incidencia de infecciones del tracto respiratorio superior (URTI), pero los estudios de corredores de maratón encontraron que su ejercicio prolongado de alta intensidad se relacionó con un mayor riesgo de aparición de infecciones.Sin embargo, otro estudio no encontró el efecto. Las funciones de las células inmunitarias se deterioran después de sesiones agudas de ejercicio prolongado de alta intensidad, y algunos estudios han encontrado que los atletas tienen un mayor riesgo de contraer infecciones. Los estudios han demostrado que el estrés intenso durante períodos prolongados, como el entrenamiento para un maratón, puede inhibir el sistema inmunológico al disminuir la concentración de linfocitos. Los sistemas inmunológicos de atletas y no atletas son generalmente similares. Los atletas pueden tener un recuento de células asesinas naturales y una acción citolítica levemente elevados, pero es poco probable que sean clínicamente significativos.
La suplementación con vitamina C se ha asociado con una menor incidencia de infecciones del tracto respiratorio superior en corredores de maratón.
Los biomarcadores de inflamación, como la proteína C reactiva, que se asocian con enfermedades crónicas, se reducen en individuos activos en comparación con los sedentarios, y los efectos positivos del ejercicio pueden deberse a sus efectos antiinflamatorios. En las personas con enfermedades cardíacas, las intervenciones con ejercicio reducen los niveles sanguíneos de fibrinógeno y proteína C reactiva, un importante marcador de riesgo cardiovascular. La depresión en el sistema inmunológico después de episodios agudos de ejercicio puede ser uno de los mecanismos de este efecto antiinflamatorio (miocina).
El ejercicio induce Linfocito T regulador, Macrófago M2, células dendríticas plasmacitoides para la prevención y/o tratamientos para enfermedades autoinmunes,induce y estimula la eferocitosis lo que promueve la resolución de inflamación por Cortisol,Resolvinas D1, TGF-beta,etc. y también estimula la fagocitosis.
En individuos vacunados, se sabe que el ejercicio de intensidad moderada aumenta la migración de linfocitos al sitio de administración de la vacuna mediante un mayor reconocimiento y procesamiento del antígeno; un mayor número de monocitos y células dendríticas circulantes; y aumento de la migración de las células que se encuentran en los sitios del antígeno hacia los nódulos linfoides, condición que favorece la producción de anticuerpos. Por ejemplo, las mujeres mayores que participaron en un programa de educación física durante 12 meses produjeron niveles más altos de anticuerpos anti-influenza (IgM e IgG) en comparación con las mujeres sedentarias. Otro estudio mostró que los sujetos de edad avanzada que realizaron 10 meses de ejercicio físico (25 a 30 minutos / día, 3 veces / semana) también demostraron una mayor producción de anticuerpos contra la influenza debido a la actividad física. Además de la vacuna contra la influenza, la actividad física de intensidad moderada también fue eficaz para potenciar los efectos de la vacuna antineumocócica. Los adultos jóvenes inmunizados con la vacuna antineumocócica, después de 15 minutos de ejercicio físico moderada, demostraron una mayor producción de anticuerpos en comparación con los individuos que no hicieron ejercicio.
El ejercicio induce estrés agudo, a su vez, es reconocido por inmunoprotección. Esto se debe a que en una situación de alerta (lucha o huida), el estrés agudo prepara al sistema inmunitario para las alteraciones (lesión o infección) que pueden ocurrir a través de enfrentamientos (por ejemplo, ataque de depredadores). Como ejemplo, el estrés de restricción aguda activó los mastocitos en ratas Wistar. En los seres humanos, el estrés agudo aumentó los niveles séricos de IL-6 y aumentó la actividad y el número de células asesinas naturales en la sangre periférica.
También el ejercicio genera células inmunes en los huesos (médula ósea).
Se ha identificado un tipo especializado de progenitor de células óseas en la médula ósea y se ha demostrado que apoya la generación de células inmunitarias llamadas linfocitos en respuesta al movimiento.
Shen et al. han identificado una población de progenitores de células óseas que reside junto a los vasos sanguíneos llamados arteriolas en la médula ósea de los ratones y que expresa las proteínas del receptor de leptina (LepR) y osteonectina (Oln). Los movimientos, como el ejercicio, conducen a la estimulación mecánica de los huesos, activando el canal iónico mecanosensible Piezo1 en la superficie de estas células LepR + Oln +. Esto tiene dos efectos. Primero, desencadena la diferenciación de las células, lo que conduce a la formación de hueso. En segundo lugar, conduce a la expresión y secreción de una molécula de señalización llamada factor de células madre (SCF), que ayuda a mantener progenitores linfoides comunes (CLP) cercanos. El mantenimiento de las poblaciones de CLP las hace fácilmente capaces de diferenciarse en células del sistema inmunológico llamadas linfocitos que pueden combatir las infecciones bacterianas y víricas.
Luego, Shen y sus colegas diseñaron ratones mutantes para que carecieran del gen que codifica SCF en las células Oln +. La falta resultante de SCF en las células Oln + no afectó a las células madre hematopoyéticas ni a la mayoría de los otros tipos de células progenitoras hematopoyéticas en la médula ósea. 
Sin embargo, sí condujo a una reducción significativa en el número de un tipo especial de progenitor hematopoyético: el progenitor linfoide común (CLP), que da lugar a células inmunes llamadas linfocitos. 
En apoyo de la idea de que las células Oln + ayudan a generar y mantener CLP, los autores demostraron que las células Oln + y CLP residen juntas en la médula ósea. Luego infectaron a los ratones mutantes con una bacteria que causa la enfermedad, Listeria monocytogenes, que generalmente es eliminada del cuerpo por los linfocitos. 
Los animales mutantes eliminaron el patógeno con mucha menos eficacia que los controles. Los animales simplemente no produjeron suficientes linfocitos para hacer el trabajo, debido al número reducido de CLP. Se sabe que la estimulación mecánica de los huesos, que se produce durante el ejercicio, promueve la formación de huesos. En un conjunto final de experimentos, Shen et al. colocaron ratones en jaulas que tenían ruedas para correr, y encontraron que correr conducía a un mayor número de células Oln + y CLP en la médula ósea. El grupo encontró que las células Oln + expresan la proteína de canal iónico mecanosensible Piezo1, y mostró que los números de CLP son anormalmente bajos en ratones diseñados para carecer de esta proteína. Por lo tanto, los autores han descubierto una vía previamente desconocida por la cual el ejercicio, detectado a través de la proteína mecanosensible Piezo1, desencadena la expresión de SCF en progenitores osteogénicos para ayudar a mantener los CLP, controlando así parte de la función del sistema inmunológico.
La señal inducida por el ejercicio provoca que las células empiecen a dividirse para crear más material para el hueso. 
Por tanto, los ejercicios de carga una serie de rutinas que combinan el entrenamiento aeróbico con el de fuerza serían los idóneos por distintos motivos. No solo están recomendados para mantener el peso a cualquier edad así como la salud cardiovascular y la ósea, sino que permitirían beneficiarse de este nuevo mecanismo identificado para potenciar la actividad del sistema inmune.
Estas células también secretan factores (SCF) que ayudan a crear nuevos linfocitos.
El ejercicio también induce leucocitosis por hormonas del estrés (p,Ej. Cortisol, Catecolaminas, Adrenalina, Noradrenalina,etc.).

### Cáncer
Se recomienda la actividad física regular para reducir el riesgo de desarrollar varios tumores. Las citocinas derivadas de suero de ratón condicionado por el ejercicio o de células musculares estimuladas eléctricamente pueden inhibir la proliferación de células cancerosas. La movilización dependiente del ejercicio de las células asesinas naturales juega un papel central en la reducción del crecimiento tumoral, y las miocinas IL-6,IL-15, catecolaminas,adrenalina e noradrenalina regulan la maduración y redistribución de las células asesinas naturales. Además, los estudios en ratones apoyan el papel de la SPARC inducida por el ejercicio en la supresión de la tumorigénesis del colon al mejorar la apoptosis en las células del colon.
Se ha demostrado que la mioquina oncostatina M inhibe la proliferación de células de cáncer de mama y el reemplazo de neutrófilos viejos por otros nuevos y más funcionales y limita la inflamación inducida por macrófagos M1 y aumento de macrófagos M2 (antiinflamatorio).

### Antiinflamatorio y la hipertrofia del músculo esquelético
Desde el primer informe sobre la producción y liberación de citocinas proinflamatorias mediante la contracción del músculo esquelético, se ha discutido la noción de que el ejercicio induce daño e inflamación muscular. Una función paracrina importante de estas citocinas en el músculo es atraer células inmunes para controlar los procesos inflamatorios y apoyar la regeneración muscular después del ejercicio. CCL2, también conocida como proteína quimiotáctica de monocitos 1 (MCP-1), y fractalquina, también conocida como quimiocina (motivo C-X3-C) ligando al 1 (CX3CL1), regulan la migración e infiltración de monocitos y macrófagos. Estos factores están involucrados en el reclutamiento de macrófagos y otras células inmunes en el músculo y son importantes para la reparación de tejidos después de las lesiones. La IL-10 y el antagonista del receptor de IL-1 son parte de la respuesta antiinflamatoria que contrarresta la función de otras citocinas en múltiples niveles. Además, la sobreexpresión muscular específica de IL-10 previene la inflamación inducida por la dieta y la resistencia a la insulina.El potencial antiinflamatorio del ejercicio se refleja en la disminución de las concentraciones sistémicas de varias citocinas inflamatorias después de las intervenciones de entrenamiento, que se observa particularmente en enfermedades crónicas que se asocian con un estado inflamatorio sistémico de bajo grado como obesidad y resistencia a la insulina, enfermedades cardiovasculares, aterosclerosis y trastornos neurodegenerativos. La reducción de los niveles sistémicos de citocinas proinflamatorias está mediada por múltiples mecanismos que incluyen una reducción de la masa grasa visceral, aumento de la producción y liberación de citocinas antiinflamatorias, regulación a la baja de la señalización del receptor toll, un cambio en las poblaciones de monocitos en sangre a un fenotipo menos proinflamatorio, y activación de células T reguladoras.
Otras mioquinas como IL-7 o CHI3L1 también pueden contribuir a los efectos antiinflamatorios, pero la contribución específica de mioquinas individuales al efecto antiinflamatorio del ejercicio es difícil para desentrañar debido a sus múltiples fuentes y su red de estrecha interacción.
La liberación de citocinas proinflamatorias inducida por el ejercicio puede verse como un mecanismo hormonal, es decir, una respuesta beneficiosa a una condición inductora de estrés involucrada en la mejora de la capacidad de ejercicio, la oxidación del sustrato y la acción antiinflamatoria. Efecto del ejercicio realizado con regularidad, en este sentido, interferir con la inflamación inducida por el ejercicio por fármacos antiinflamatorios no esteroideos (AINE) puede reducir el aumento agudo de la síntesis de proteínas del músculo esquelético y la activación de células satélites; pero los estudios que investigan el efecto del consumo crónico de AINE durante el entrenamiento sobre la ganancia de masa muscular o fuerza no mostraron interferencia o incluso un efecto beneficioso en los adultos mayores. En estudios con roedores, el tratamiento con AINE tiene en general efectos negativos sobre la regeneración muscular, la hipertrofia muscular, pero también sobre las adaptaciones mitocondriales. Estos datos apoyan un papel de la respuesta inflamatoria inducida por el ejercicio más allá de las funciones inmunomoduladoras. La importancia de las señales de estrés celular en los efectos de promoción de la salud del ejercicio se enfatiza aún más por los efectos adversos de los tratamientos antioxidantes durante el entrenamiento, que reducen la mejora de la función mitocondrial muscular y la sensibilidad a la insulina, lo que implica la generación de especies reactivas de oxígeno como mediadores de las adaptaciones al ejercicio. Queda por probar si una respuesta de mioquinas alterada está involucrada en los efectos no deseados de los AINE y el tratamiento antioxidante durante el ejercicio.

### Factores secretados por células residentes o infiltrantes en el músculo esquelético

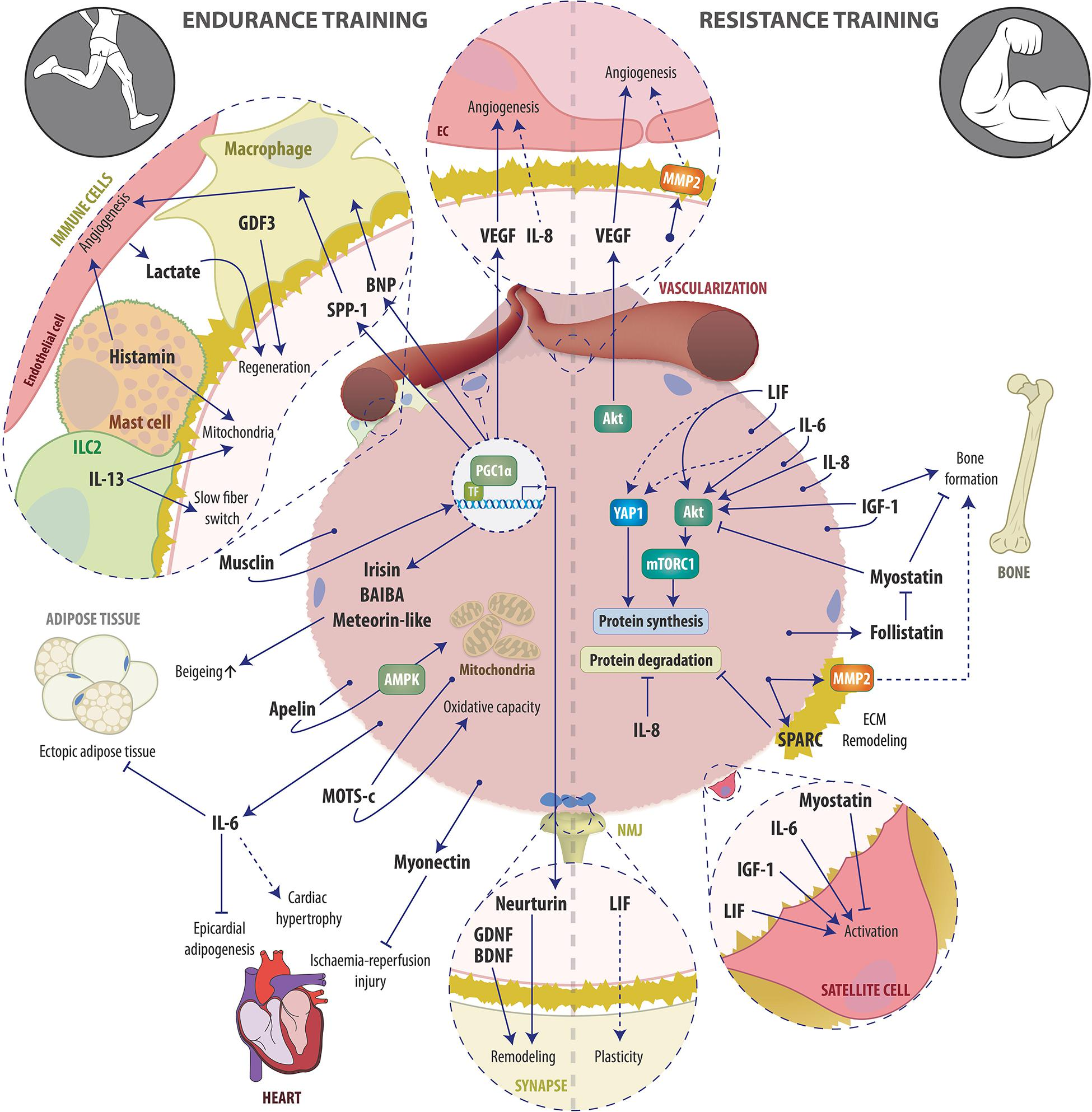
Ejercicio induce variedades de citocinas (miocina).

La complejidad del músculo esquelético a menudo se subestima y, por lo tanto, los esfuerzos anteriores para identificar los factores que median en la adaptación al entrenamiento se han centrado principalmente en el secretoma de las miofibras. Sin embargo, además de las miofibras sincitiales, el músculo esquelético alberga una variedad de poblaciones de células mononucleadas, como células satélite (SC), progenitores fibroadipogénicos (FAP), macrófagos, neutrófilos, EC, células B, células T y gliales. 
El ejercicio puede inducir cambios en la proporción de estos tipos de células, así como afectar la activación, la polarización y los perfiles secretores. Las células mononucleares residentes en los músculos contribuyen al secretoma del músculo esquelético y la adaptación al entrenamiento físico puede depender de la comunicación coordinada entre los diferentes tipos de células y las fibras musculares, de forma similar a los procesos de desarrollo y regeneración. 
Por ejemplo, la IL-13 es secretada por las células linfoides innatas de tipo 2 en el ejercicio de resistencia e induce la señalización en las miofibras que promueve un fenotipo oxidativo de alta resistencia. En consecuencia, además de la reducción de la capacidad para correr en la cinta rodante al inicio del estudio, el cambio de tipo de fibra oxidativa inducido por el entrenamiento, las mejoras en la respiración mitocondrial, la capacidad de resistencia y la tolerancia a la glucosa se abolieron en ratones deficientes para el gen Il13. 
Además, la administración intramuscular de IL-13 recapituló la reprogramación metabólica inducida por el entrenamiento de resistencia y el aumento del rendimiento en el ejercicio. 
En segundo lugar, en los últimos años, la histamina ha surgido como un mediador potencialmente importante de la respuesta al ejercicio, tanto en situaciones agudas como crónicas. 
En los humanos, la histamina se libera localmente dentro de los músculos ejercitados y, aunque no está del todo claro, los mastocitos en desgranulación son una fuente probable de histamina posterior al ejercicio. Las alteraciones impulsadas por la histamina en la expresión génica del músculo esquelético podrían representar > 25 % del transcriptoma de respuesta al ejercicio de resistencia aguda. La inhibición farmacológica de los receptores de histamina H1 y H2 durante 6 semanas de entrenamiento de ciclismo en intervalos en hombres sanos resultó en mejoras deficientes en la capacidad de ejercicio, el control glucémico y la función vascular. 
Finalmente, el factor 3 de diferenciación del crecimiento derivado de macrófagos (GDF3) y el lactato secretado por EC ayudan en la regeneración muscular tras el daño, lo que podría contribuir a la adaptación al entrenamiento.

### Histamina y ejercicio
La respuesta humana al ejercicio incluye una expresión alterada de miles de genes que codifican proteínas, y en parte de esta respuesta, parece ser impulsada por la histamina.El ejercicio (aeróbico o de pesas) produce una desgranulación de los mastocitos y la liberación de histamina dentro del tejido del músculo esquelético.
En humanos,la histamina es un transductor molecular de las respuestas de actividad física,y los antihistamínicos modifican más del 25% de los genes que responde al ejercicio. 
Por lo tanto, el ejercicio satisface los criterios para ser una reacción anafilactoide localizada dentro del tejido del músculo esquelético ejercitado, en lugar de una reacción alérgica,la histamina liberada durante el entrenamiento es un elemento fundamental del ejercicio, parece comprender una reacción anafilactoide y no una reacción alérgica al ejercicio. Es dada como resultado de la desgranulación de mastocitos, así como de la síntesis de novo de histamina.
La histamina tiene potencial real para promover el crecimiento de nuevos vasos sanguíneos (angiogénesis) a través de la regulación positiva de las señales pro-angiogénicas, incluido el factor de crecimiento endotelial vascular (VEGF), esto lo referencio pero es ampliamente conocido por ejemplo en el contexto de la curación de heridas, vasodilatación, embarazo o crecimiento tumoral, afecta la disponibilidad de glucosa por músculo esquelético, su absorción y la sensibilidad a la insulina después del ejercicio,pero ejerce una profunda influencia en la respuesta del transcriptoma humano al ejercicio regulando en parte la respuesta responden al ejercicio.

## Ejercicio y bienestar
Atenúa la sensación de fatiga, disminuye los niveles de colesterolemia, y refuerza la capacidad de la sangre para disolver los coágulos que pueden conducir a una trombosis. Es, asimismo, sumamente eficaz en trastornos psicológicos ligados con emociones depresivas.
Libera endorfinas, secreciones semejantes a la morfina, producidas por el cerebro; las endorfinas amortiguan dolores en el plano corporal y facilitan sentimientos de placer y hasta de euforia.
El ejercicio físico contribuye a disminuir los efectos del envejecimiento y proporciona efectos beneficiosos desde el punto de vista fisiológico, psicológico y social. Cuando la actividad física se continúa durante toda la vida, disminuye la aparición y frecuencia de diferentes enfermedades crónicas, tanto físicas como mentales. No existen límites de edad para los beneficios del ejercicio.
Para mejorar el sistema cardiorrespiratorio se recomienda el ejercicio aeróbico. Para el refuerzo de articulaciones y musculatura, está prescrita la calistenia y, de modo más avanzado, para el incremento de la fuerza, los ejercicios con aparatos y pesas. Para un buen ejercicio no se recomienda realizar más de 20 minutos las primeras semanas. A medida que el cuerpo tome como hábito el ejercicio físico, podrá irse agregando más tiempo de ejercicio.

### Ejercicio y salud en el ámbito laboral
En un estudio pionero publicado en 2012 por el Consejo Superior de Deportes (CSD) para comprobar los beneficios de la práctica de un plan de promoción de la actividad deportiva de los trabajadores de la empresa Mahou-San Miguel, se apreció que el 94 % notó una mejoría en su salud y condición física, el 86 % en su estado de salud psicosocial, el 71 % se declaraba más motivado y con una actitud más positiva en su trabajo, el 93 % notó mayor satisfacción personal, individual y autoestima, el 42 % redujo el consumo de medicamentos y el 91 % relató una mejora general en su salud, considerándola buena o muy buena. También disminuyó el absentismo, se incrementó la productividad, y cohesión social entre los trabajadores. Mejoró el perfil cardiovascular de los participantes con menores cifras en los niveles de colesterol, con un aumento del HDL, mejora del índice glucémico basal, unas cifras de presión arterial más bajas y un perfil de triglicéridos mejor.

## Contraindicaciones del ejercicio físico
Aunque al ejercicio físico se le considera un fenómeno positivo y saludable, hay que plantearse cuánto ejercicio físico es sano para la salud y cuál es el ejercicio que se debe practicar. Una idea generalizada bastante incorrecta que se tiene de la práctica del ejercicio físico, que parece desprenderse a veces de forma implícita de los beneficios que se proclaman a nivel popular sobre la salud, es la de que dichos efectos positivos se producen meramente por su práctica, sin explicar con precisión cuáles deben ser los contenidos, volumen e intensidad de dicha práctica, de acuerdo a las características y circunstancias del individuo, que son los factores que deben ser concretados en una prescripción. De forma simplista, existe la creencia de que cuanto más ejercicio físico se realice mayores serán los beneficios en cuanto a salud e imagen corporal. Se han creado por tanto unos tópicos incorrectos como deporte. Así el ejercicio físico puede tener como contrapartida una serie de efectos negativos, sobre todo cuando es realizado de forma inadecuada por la imprecisión en cuanto al tipo de ejercicio físico, volumen, frecuencia e intensidad de su realización y los objetivos que vamos a alcanzar.

### Estrés oxidativo
A pesar de los múltiples beneficios que aporta el ejercicio físico, se plantea que el aumento en el consumo de oxígeno  durante su ejecución, en especial el ejercicio físico de alta intensidad da lugar a la aparición del estrés oxidativo, no hay evidencia en si este afecta al rendimiento deportivo a corto plazo, sin embargo puede tener muchas consecuencias no necesariamente negativas a la salud a largo plazo, el ejercicio regular puede fortalecer las defensas antioxidantes para hacer frente al mismo estrés oxidativo, y así prevenir las enfermedades que de este se derivan; se está estudiando si el consumos de algunas vitaminas como la vitamina E podrían tener algún beneficio en la respuesta adaptativa el ejercicio por parte de las defensas antioxidantes.

### Insomnio
No se aconseja realizar ejercicio físico en las 2-4 horas antes de irse a dormir, pues la producción de hormonas excitantes como las endorfinas puede interferir en la conciliación del sueño.

### Sobre-ejercitación
La presión que ejercen los medios y la publicidad en el aspecto físico ideal de una persona no solo se refleja en trastornos alimenticios en la mujer, como la bulimia y anorexia, sino que también está afectando a los hombres por medio de una variedad de trastornos denominados «TANE» (trastorno alimenticio no específico). A estas patologías se asocia un exceso de ejercitación, la cual puede derivarse en vigorexia, una alteración mental que se caracteriza por el desprecio hacia el propio cuerpo y la obsesión compulsiva de realizar ejercicio para mejorar esta supuesta apariencia deficiente.